# De unerede kirker
 Ikke at forveksle med evangeliske unierede kirker.
De unerede kirker (også kaldet de græsk-katolske kirker eller uniatskirkerne) er en fællesbetegnelse for en række østlige kristne kirker, der har indgået union med den den romersk-katolske kirke.
De fleste unerede kirker er opstået ved, at en gruppering inden for en gammel kristen kirke (enten østlig ortodoks eller orientalsk ortodoks), valgte at gå i fuld kommunion med den romerske kirke, omend enkelte af disse, fx den maronittiske kirke i Libanon, hævder altid at have været i kommunion med Rom. Disse modsætter sig derfor betegnelsen unerede kirker og foretrækker at kaldes katolske kirker af østlig ritus.
De unerede kirker anerkender som følge af deres union pavens primat og den romersk-katolske kirkes teologi, selv om de i deres ritualer og organisation bevarer deres østlige præg – f.eks. tillader de som regel gifte præster, udelader filioque i den nikæno-konstantinopolitanske trosbekendelse og bruger syret brød i nadveren.
| Kristendom | Spire Denne artikel om kristendom er en spire som bør udbygges. Du er velkommen til at hjælpe Wikipedia ved at udvide den. |